# Europos bokštas
Europos bokštas (Europatårnet) er Baltikums højeste højhus, og ligger i bydelen Šnipiškės i Litauens hovedstad Vilnius. Det har 33 etager, er 153 meter højt og blev formgivet af Audriaus Ambrasas Architects. Bygningen dominerer den nye bykerne under udvikling i Vilnius; den stod færdig og blev officielt indviet den 1. maj 2004, som del af festlighederne omkring Litauens optagelse i Den Europæiske Union. Højhuset har en udsigtsplatform i 114 meters højde.